# Otton Grosser
Otton Grosser (ur. 1 listopada 1883 w Nowym Sączu, zm. 12 lutego 1943 k. Stefanowa) – polski urzędnik Kolei Państwowych, podpułkownik saperów Wojska Polskiego.

## Życiorys
Pochodzenia żydowskiego. Jako urzędnik C. K. Dyrekcji Kolei Północnej w Wiedniu od ok. 1909 był aspirantem na stacji w Krzeszowicach, od około 1910 był aspirantem na stacji w Oświęcimiu, a od ok. 1910 w kolejnych latach był zatrudniony jako asystent na stacji w Krakowie.
Po zakończeniu I wojny światowej i odzyskaniu przez Polskę niepodległości został przyjęty do Wojska Polskiego. 19 sierpnia 1920 został zatwierdzony z dniem 1 kwietnia 1920 w stopniu kapitana, w piechocie, w grupie oficerów byłej armii austro-węgierskiej. Pełnił wówczas służbę Oddziale IV Sztabu Ministerstwa Spraw Wojskowych w Warszawie. 1 czerwca 1921 pełnił nadal służbę w Oddziale IV Sztabu MSWojsk. w Warszawie, a jego oddziałem macierzystym był wówczas 4 pułk Strzelców Podhalańskich. 3 maja 1922 roku został zweryfikowany w stopniu majora ze starszeństwem z dniem 1 czerwca 1919 i 398. lokatą w korpusie oficerów piechoty.
Następnie został przeniesiony do korpusu oficerów kolejowych. W latach 1923–1924 pełnił służbę w Oddziale IV Sztabu Generalnego w Warszawie na stanowisku wojskowego komisarza kolejowego, pozostając oficerem nadetatowym 2 pułku wojsk kolejowych w Jabłonnie (od 1 października 1924 – 2 Pułku Saperów Kolejowych). 12 kwietnia 1927 awansował na podpułkownika ze starszeństwem z dniem 1 stycznia 1927 i 4. lokatą w korpusie oficerów saperów kolejowych. W 1928 był delegatem Sztabu Generalnego Wojska Polskiego przy Ministerstwie Komunikacji, nadal będąc przydzielonym do 2 pułku saperów kolejowych. Z dniem 4 grudnia 1928 został przeniesiony z korpusu oficerów saperów kolejowych do korpusu oficerów inżynierii i saperów z pozostawieniem na zajmowanym stanowisku. Z dniem 31 stycznia 1930 został przeniesiony do rezerwy z równoczesnym przeniesieniem w rezerwie do 2 batalionu mostów kolejowych w Jabłonnie. W 1934 jako podpułkownik rezerwy był przydzielony do Oficerskiej Kadry Okręgowej nr I jako oficer reklamowany na 12 miesięcy i pozostawał wówczas w ewidencji Powiatowej Komendy Uzupełnień Warszawa Miasto III.
Został pracownikiem Kolei Państwowych. Mianowany na stanowisko wicedyrektora Okręgowej Dyrekcji Kolei Państwowych w Katowicach, a z tej posady w lipcu 1933 został pełniącym obowiązki dyrektora (po odejściu inż. Stanisława Łaguny). W marcu 1936 został dyrektorem Okręgowej Dyrekcji Kolei Państwowych we Lwowie (także zastępując S. Łagunę). Pełniąc to stanowisko na początku 1938 został mianowany przez Ministra Komunikacji płk. Juliusza Ulrycha przedstawicielem lotnictwa do Państwowej Rady Sportu Lotniczego. 16 kwietnia 1936 został wybrany prezesem zarządu Lwowskiego Okręgu Wojewódzkiego Ligi Obrony Powietrznej i Przeciwgazowej. Był też prezesem Aeroklubu Lwowskiego. Nadzorował organizację Krajowej Wystawy Lotniczej we Lwowie (1938). Pod koniec 1938 został mianowany na stanowisko dyrektora Warszawskiej Dyrekcji Kolejowej. Mimo tego stanowisko dyrektora PKP we Lwowie opuścił latem 1939 i wtedy wyjechał do Warszawy po nominacji na posadę dyrektorską tamże. W 1939 został szefem Wojennej Dyrekcji Kolejowej.
Po wybuchu II wojny światowej i nastaniu okupacji niemieckiej zaangażował się w działalność konspiracyjną. Został oficerem Armii Krajowej. Pełnił funkcję szefa Biura Wojskowego Komunikacji Komendy Głównej AK (1942). Został aresztowany przez Niemców i rozstrzelany 12 lutego 1943 podczas egzekucji w Lasach Chojnowskich.
Był drugim mężem aktorki Ireny Solskiej.

## Ordery i odznaczenia
- Krzyż Oficerski Orderu Odrodzenia Polski (9 listopada 1932)[29]
- Złoty Krzyż Zasługi (1938)[30]
- Srebrny Krzyż Zasługi (28 lutego 1925)[31][32]
- Złota Odznaka Honorowa Ligi Obrony Powietrznej i Przeciwgazowej I stopnia[33]